# Classe Temes
A classe Temes foi uma classe de navios do tipo monitor operada pela Marinha Austro-Húngara. Seu navio líder era o SMS Temes. A classe se tornou conhecida devido a participação de seu segundo membro (Sava), que disparou os primeiros projéteis da Primeira Guerra Mundial às 1h00 da madrugada de 24 de julho de 1914.

## Características gerais
Os navios desta classe tinham um comprimento total de 57,7 metros, uma boca de 9,5 metros, e um calado de 1,2 metros. O deslocamento padrão era de 440 toneladas, enquanto a tripulação dos navios consistia em 86 oficiais e praças.  Tinham dois motores a vapor de expansão tripla, cada um acionando um único eixo de hélice. O vapor era fornecido por duas caldeiras Yarrow, e seus motores geravam 1 000 quilowatts de potência. Conforme projetado, tinham uma velocidade máxima de treze nós (24 quilômetros por hora), e transportavam 62 toneladas de carvão.
Estavam armados com dois canhões L/35 de 120 milímetros em torres de artilharia únicas, um único obus L/10 de 120 milímetros em um pivô central, e dois canhões de 37 milímetros. O alcance máximo de seus canhões de 120 milímetros era de dez quilômetros, e seu obus poderia disparar projéteis de vinte quilos conchas a um máximo de seis quilômetros. Sua blindagem consistia em um cinturão blindado, anteparas e torres de canhões com chapas de quarenta milímetros espessura e blindagem de convés 25 milímetros. A blindagem de sua torre de comando era de 75 milímetros.